# تيموثي مك فاي
تيموثي مك في (بالإنجليزية: Timothy James McVeigh) هو إرهابي تم إعدامه لدوره في العملية التفجيرية في مدينة أوكلاهوما في 19 ابريل 1995. الذي أدى إلى مقتل 168 شخصا عندما انفجرت شاحنة محمّلة ب2.2 طن من المتفجرات واقفة أمام مبنى ألفريد مورا الفدرالي في بداية يوم العمل.
ولد ثيموثي في 23 أبريل 1968 لعائلة أيرلندية كاثوليكية في نيويورك، وقع الطلاق بين والديه عندما كان عمره 10 سنوات
حصل ثيموثي على دبلوم من مدرسة ستاربوينت، أثناء دراسته في المدرسة ظهر ولعه الشديد بالكمبيوتر والبرمجيات. كان ينظر إليه على أنه أكثر الموهوبين بين زملائه في مجال البرمجيات له حادثة في هذا المجال حيث اخترق الأجهزة الحكومية الأمريكية.

## النشأة
وُلد تيموثي مك فاي في 23 أبريل 1968 في لوكبروت، نيويورك، ولاية نيويورك كالابن الوحيد والثاني بين ثلاثة أطفال لوالدين أمريكيين أيرلنديين هما ميكي نورين وويليام مك فاي. تطلق والداه وهو في العاشرة من عمره وتربّى على يد والده في بيندلتون، نيويورك.
ادعى مك فاي أنه عانى من التنمر في المدرسة، وأنه التجأ إلى عالم خيالي تخيل فيه انتقامه من المتنمرين. في نهاية حياته، أعلن اعتقاده بأن الحكومة الفيدرالية للولايات المتحدة هي المتنمر الأكبر.
ذكر معظم من عرفوا مك فاي أنه كان خجولا ومنطويا، بينما وصفه البعض بأنه كان طفلا اجتماعيا لعوبا لكنه أصبح منطويا عند المراهقة. قيل أن مك فاي كان له صاحبة واحدة طوال فترة مراهقته، وأعلن لاحقا للصحافة أنه لم يكن لديه أي فكرة عن كيفية إبهار الفتيات.
عندما كان في المدرسة الثانوية، أصبح مك فاي مهتما بالحواسيب واخترق أنظمة حواسيب حكومية من خلال الكومودور 64 الخاص به تحت اسم «الرحالة» والذي استعاره من أغنية لديون دي موتشي. في سنته الأخيرة، أُعلن مك فاي «أفضل مبرمجي الحاسوب الواعدين» في مدرسة ستاربوينت الثانوية المركزية، ولكنه حافظ على درجات سيئة نسبيا حتى تخرجه في 1986.
تعرّف مك فاي على الأسلحة النارية لأول مرة من خلال جده. أخبر مك فاي الناس أنه يريد أن يصبح مالك محل أسلحة نارية وأخذ الأسلحة معه إلى المدرسة أحيانا ليبهر أصدقائه. أصبح مك فاي مهتما للغاية بحق حيازة الأسلحة كما في التعديل الثاني لدستور الولايات المتحدة الأمريكية بعد تخرجه من المدرسة الثانوية، كما تابع مجلات مثل Soldier of Fortune.

## الحياة العسكرية
في مايو 1988 في العشرين من عمره، تخرج مك فاي من مدرسة المشاة في جيش الولايات المتحدة في فورت بينينغ، جورجيا. بينما كان في الجيش، قضى مك فاي معظم وقت فراغه في القراءة عن الأسلحة النارية وأساليب القنص والمتفجرات. وُبخ مك فاي من قبل الجيش لشرائه قميص «القوة البيضاء» من مسيرة لجماعة كو كلوكس كلان ضد جماعة من السود والذين ارتدوا قمصان «القوة السوداء» في منشئة تابعة للجيش.
أمل مك فاي الانضمام إلى القوات الخاصة الأمريكية. بعد عودته من حرب الخليج الثانية، التحق ببرنامج التصفية ولكنه رُفض في اليوم الثاني من أصل 21 يوما للانضمام للقوات الخاصة. قرر مك فاي ترك الجيش وتم إعفاؤه مع مرتبة الشرف في 1991.

## ما بعد الحياة العسكرية
كتب مك فاي رسالة إلى صحيفة محلية يشتكي من الضرائب قائلا:
كتب مك فاي أيضا إلى المفوض جون لافليس يشتكي بخصوص اعتقال سيدة لامتلاكها رذاذ حارق:

## اتجاهاته السياسية
في أثناء سجنه صرّح ثيموثي بأن اتجاهه الأساسي ليبرالي وقام بالتصويت للمرشح الليبرالي هاري براون في انتخابات الرئاسة الأمريكية لعام 1996 .

## عقيدتة الدينية
عاش مع والده بعد طلاق أمه، فعكف هو ووالده على ارتياد الكنيسة الكاثوليكية الرومانية. وقد صرّح بأنه يؤمن بالله رغم أنه فقد الاتصال به في بعض المراحل.

## التفجير
وقد قال تيموثي أنه فعل هذه التفجيرات انتقامًا من مأساة واكو «تكساس الجنوبي» قبل سنتين عندما شن عناصر مكتب التحقيقات الفيدرالي «إف.بي.آي» هجومًا على مزرعة لإحدى الطوائف الملقبة بالدافيديين قُتل خلاله تسعون شخصًا من بينهم 17 طفلاً في الحريق الذي شبَّ في المزرعة.

## إعدامه
تم إعدامه في 11 يونيو 2001 بواسطة الحقن القاتل. وقد طلب قبل إعدامه أن تتم عملية الإعدام أمام شاشات التلفزيون وأن يتم إذاعتها مباشرة. وطوال فترة محاكمتة لم يعرب إطلاقا عن ندمه بل على العكس أصرَّ أنه شخص وطني وأنه تم تكليفه بإطلاق ثورة في الولايات المتحدة ويعتقد أن طلبه الإعدام علنًا يأتي ضمن سعيه لترسيخ نفسه كبطل.

## روابط خارجية
- تيموثي مك فاي على موقع IMDb (الإنجليزية)
- تيموثي مك فاي على موقع الموسوعة البريطانية (الإنجليزية)
- تيموثي مك فاي على موقع إن إن دي بي (الإنجليزية)
- تيموثي مك فاي على موقع قاعدة بيانات الفيلم (الإنجليزية)